# Бани, Маттиа
Маттиа Бани (итал. Mattia Bani; родился 10 декабря 1993 года, Борго-Сан-Лоренцо, Италия) — итальянский футболист, защитник клуба «Дженоа».

## Клубная карьера
Маттиа родился в Борго-Сан-Лоренцо, Тоскана и начал свою карьеру в лигурийском клубе Дженоа, играя в команде (до 20 лет) в Примавере. 9 июля 2012 года он был подписан «Реджаной» за 500 евро, также получив права совместного владения на игрока. 20 июня 2013 года «Реджана» бесплатно получила оставшуюся часть прав на Бани. 3 июля 2013 года Бани был подписан «Про Верчелли» также в совместное владение. В июне 2014 года совместное владение Бани и его одноклубника Ардиццоне было продлено.
.